# Reinier de la Haye
Reinier de la Haye (también conocido como Reijnier de La Haye, Reynier de la Haye, R. de la Haye, entre otras variantes, c. 1640, posiblemente en La Haya – fallecimiento después de 1695, probablemente en Róterdam o Utrecht) fue un pintor del Siglo de Oro neerlandés, especializado en retratos y escenas de género. 

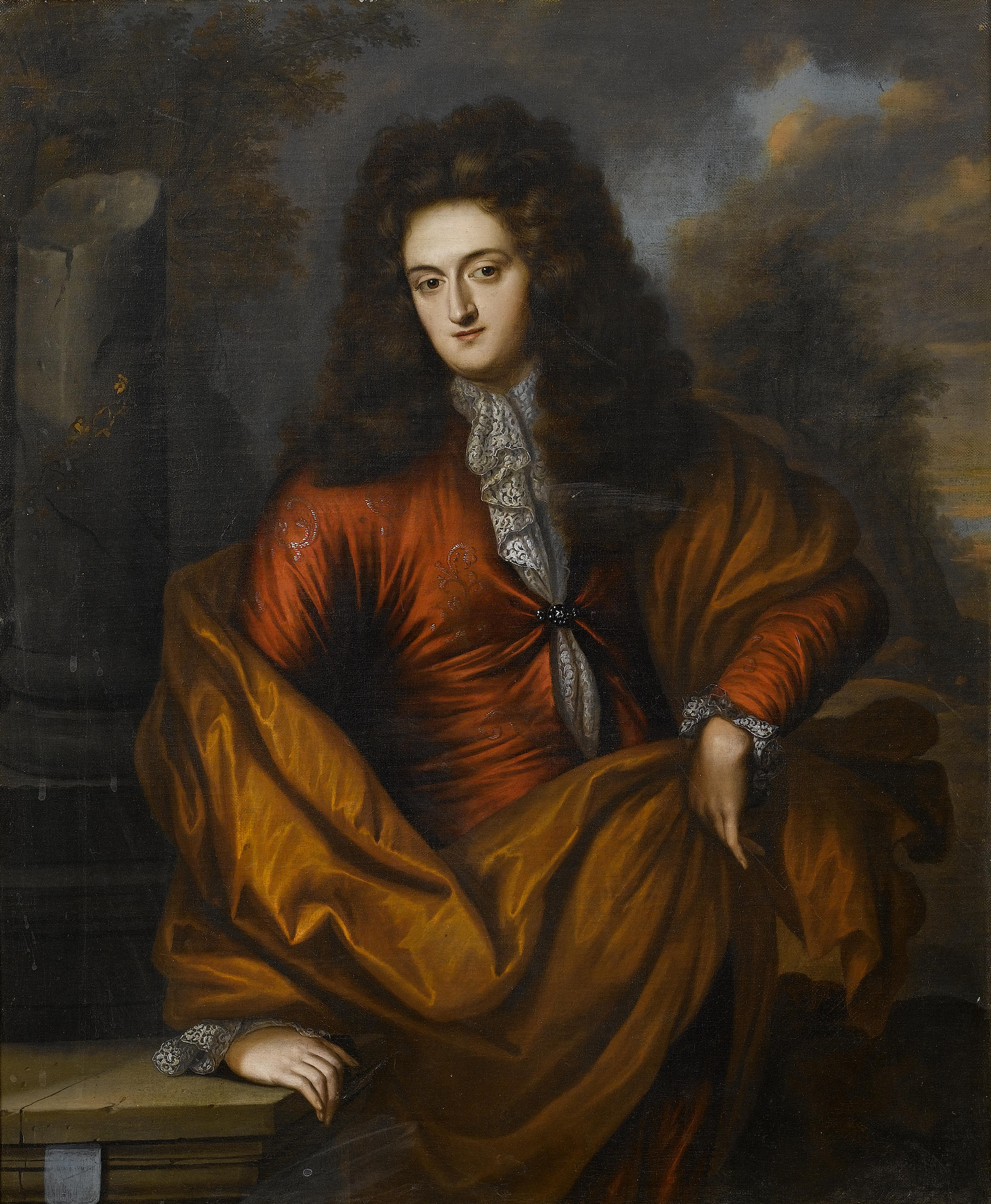
Retrato de un Caballero, obra de Reinier de la Haye.

## Biografía
Según el Biographisch woordenboek der Nederlanden, no nació en Ámsterdam, como algunas fuentes han sugerido, sino en La Haya. Fue hijo de Hendrik de la Haye/Lahaye y Adriana Smul. Se casó en dos ocasiones. Su primer matrimonio tuvo lugar en La Haya el 12 de febrero de 1662 con Rembalda Edeler van der Planitz (c. 1636 - c. 1674). Tras enviudar, contrajo segundas nupcias en Róterdam el 27 de septiembre de 1682 con Anna Catharina Roemers, originaria de Maastricht, quien falleció en 1715.  
La mayor parte de la información sobre su vida y obra ha sido recopilada a partir de los registros del Instituto Neerlandés para la Historia del Arte (RKD – Netherlands Institute for Art History), donde se documentan su formación, actividad profesional y obras conservadas.

## Carrera artística
Reinier de la Haye inició su formación artística en 1660 como aprendiz del retratista Adriaen Hanneman. En 1662, fue admitido como miembro del Gremio de San Lucas de La Haya, lo que le permitió ejercer su oficio de manera independiente.  

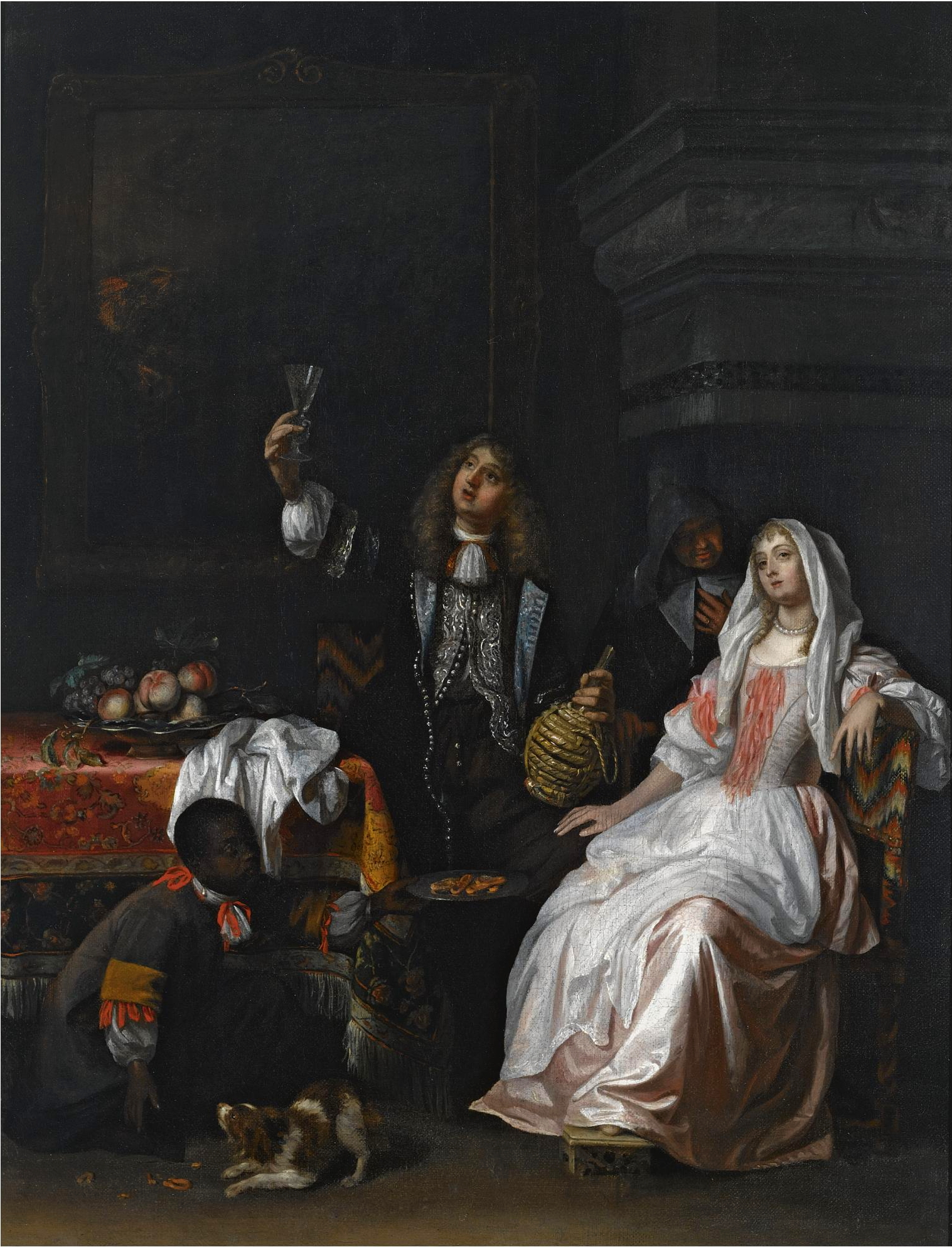
Una elegante pareja bebiendo en un interior, atribuido a Reinier de la Haye.

Entre 1669 y 1672, residió en Utrecht, donde se integró al Gremio de San Lucas de Utrecht. Posteriormente, entre el 18 de septiembre de 1672 y el 18 de septiembre de 1673, obtuvo el título de maestro del Gremio de San Lucas de Amberes. Un año después, entre 1673 y 1674, se encargó del pago de los derechos de defunción de su primera esposa.
En 1682, tras su segundo matrimonio, se estableció en Róterdam, donde permaneció activo hasta 1695.  

## Estilo y obra
Se especializó en retratos y escenas de género. Sus retratos muestran una notable influencia de Caspar Netscher. También se le atribuyen algunas naturalezas muertas, escenas de interiores y temas mitológicos, en las que demuestra un dominio del color.  
Su período de actividad documentado abarca desde 1660 hasta 1692, aunque su última obra conocida, un retrato de una dama con un perro en su regazo, está fechada en 1695 (o 1697?) y habría formado parte de la colección del Kunstmuseum Basel.  

## Obras destacadas
Varias de sus obras se encuentran en museos y colecciones internacionales, entre ellas:
- Instituut Collectie Nederland, Ámsterdam: Retrato de Pieter van Hoorn (1666).
- Colección Six, Ámsterdam: Retrato de una mujer.
- Frans Halsmuseum, Haarlem: Retrato de Brigitta Backer (1675, atribuido).
- Centraal Museum, Utrecht: Mujer alimentando a un loro (1660), José y la esposa de Potifar.

## Obras subastadas
Algunas de sus pinturas han sido subastadas en reconocidas casas como Sotheby's y Christie's:
- Retrato de un joven como cazador (1670) – Kunsthandel Gebr. Douwes Fine Arts, Ámsterdam (2006).
- Pareja clásica en paisaje arcádico (1685) – Sotheby's, Ámsterdam (2002).
- Retrato de una mujer sentada con rosa y lirio – Sotheby’s, Nueva York (1989).
- Dos mujeres al piano – Sotheby's, Nueva York (1996), Dorotheum, Viena (1996).